# 光手酋妇蟹
光手酋妇蟹（学名：Eriphia sebana）为酋婦蟹科酋妇蟹属的动物。分布于日本、夏威夷、波利尼西亚、澳大利亚、印度洋、红海、南非以及中国大陆的西沙群岛、广东等地，生活环境为海水，主要生活于沿岸带的岩石缝洞中或珊瑚礁丛中。根據菲律賓農業研究局（BAR）的月報，光手酋婦蟹有毒，不能食用。